# محمد غوث گوالیاری
شاه محمد غوث گوالیاری (درگذشته به پانزدهم رمضان ۹۷۰ هجری‌قمری) از مشایخ سلسلهٔ شطاریه هند است. نسب وی با چهار واسطه به خواجه فریدالدین عطار نیشابوری می‌رسد.
پدربزرگ وی، لطیف‌الدین از اهالی نیشابور بود که به شبه‌قاره هند مهاجرت کرد. شاه‌محمد در گوالیار در سال ۹۰۶ یا ۹۰۷ قمری به دنیا آمد. گوالیاری مریدان بسیار داشت که از آنان جمله می‌توان ودودالله شطاری، سراج‌الدین محمد بنیانی، احمد اُجینی، شمس‌الدین زنده‌دل و محمد صدرالدین ذاکر را نام برد. او در ۹۷۰قمری درگذشت و در گوالیار دفن شد. «جواهر خمسه»، «معراج‌نامه» و «بحرالحیات» از آثار او است. 